# Hipálage

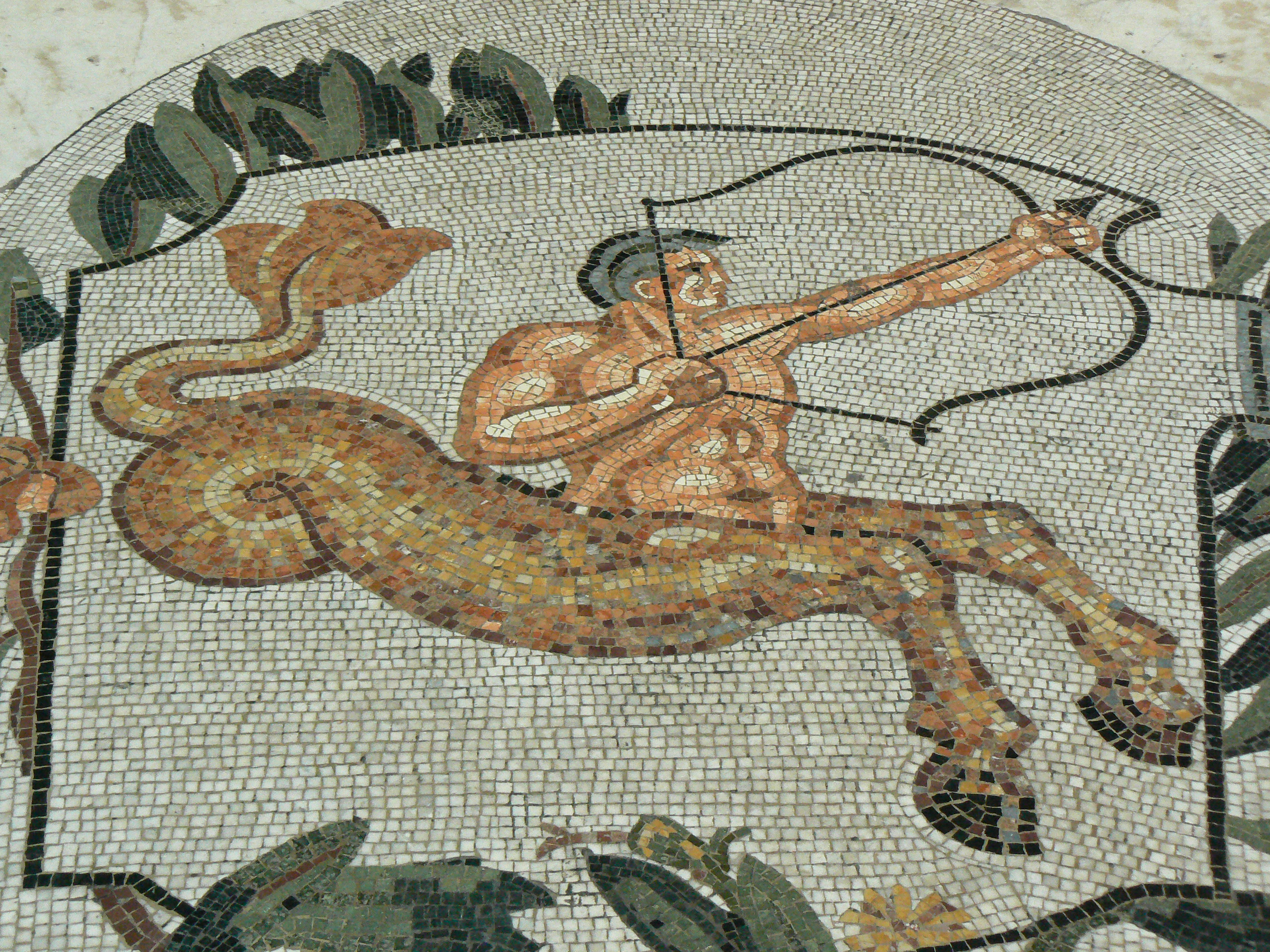
Signo de Sagitario, Galería Umberto I en Nápoles

La hipálage (del griego ὑπαλλαγή 'cambio') es una figura retórica que consiste en atribuir a un sustantivo una cualidad o acción propia de otro sustantivo cercano en el mismo texto, rompiendo así con la relación lógica del sustantivo con el verbo o adjetivo. Un ejemplo es el famoso hokku (que no haiku) de Matsuo Bashō:
¿Quién es el que se lamenta,
su barba soplando al viento,
por el ocaso del otoño?,
donde se atribuye la acción de soplar a la barba en vez de al viento. 
También son un ejemplo los versos de Virgilio, celebrados por Borges,
Iban oscuros bajo la solitaria noche entre sombras (Ibant obscuri sola sub nocte per umbram, Eneida 6:268),
donde la noche oscura y los viajeros solitarios han intercambiado los adjetivos que les corresponden. Esta figura también ha sido utilizada por autores del siglo XX, como Pablo Neruda, en su poema XX, cuando dice:
Escribir, por ejemplo: "La noche está estrellada, y tiritan, azules, los astros, a lo lejos",
desplazando el cielo por la noche.
El mismo Borges ha utilizado esta figura retórica en varias oportunidades; por ejemplo: "Lo supieron los arduos alumnos de Pitágoras" (La noche cíclica, 1964), en donde el adjetivo 'arduo', que lógicamente debería estar aplicado a la materia de estudio, se aplica a los estudiantes de esa materia.
Otros ejemplos son: la noche insomne, la celda condenada, la valiente espada.